# Trifurcula salicinae
Trifurcula salicinae là một loài bướm đêm thuộc họ Nepticulidae. Nó là loài đặc hữu của quần đảo Canaria.
Ấu trùng ăn Globularia salicina. The mine the leaves of their host plant. 